# Гаман, Эрнст Александрович
Эрнст Алекса́ндрович Га́ман (10 сентября 1933, Москва — 5 июля 2008, там же) — советский и российский оператор.

## Биография
Родился 10 сентября 1933 в Москве.
С 1953 года по 1956 год учился в Военном училище аэрофотокиносъёмок.
С 1963 года по 1970 год работал на киностудии «Мосфильм».
С 1970 по 1998 год работал в творческом объединении «Экран» на студии «Мульттелефильм». Участвовал в создании более сотни мультипликационных фильмов, как рисованных, так и кукольных.
Был оператором комбинированных съёмок в сериалах «Вызываем огонь на себя» в 1963 году и «Майор Вихрь» в 1967 году.
Ушёл из жизни 5 июля 2008 в Москве на 75-м году жизни.

## Фильмография

### Оператор

#### Мультфильмы
1. 1971 — Последний заяц
2. 1971 — Соломенный бычок
3. 1972 — Яблоко
4. 1973 — Автомобиль с хвостиком
5. 1973 — Жук — кривая горка
6. 1973 — Приключения Мюнхаузена. Между крокодилом и львом
7. 1974 — Здравствуйте, тётя Лиса!
8. 1975 — Волк и семеро козлят на новый лад
9. 1975 — Вот какой рассеянный
10. 1975 — Месть кота Леопольда
11. 1975 — Леопольд и золотая рыбка
12. 1976 — Заколдованное слово
13. 1976 — Лямзи-тыри-бонди, злой волшебник
14. 1976 — Птичий праздник
15. 1976 — Репетиция
16. 1977 — Тебе, атакующий класс!
17. 1977 — Чемпион в лесу
18. 1978 — Кто ж такие птички?
19. 1978 — Мой приятель светофор
20. 1978 — Робинзон Кузя
21. 1979 — Большой секрет для маленькой компании
22. 1980 — Кнопочки и человечки
23. 1980 — Почему слоны?
24. 1981 — Улитка
25. 1981 — Пластилиновая ворона
26. 1981 — Раз ковбой, два ковбой
27. 1982 — День рождения Леопольда
28. 1982 — Осенние корабли
29. 1983 — Обратная сторона Луны
30. 1983 — Удивительная бочка
31. 1984 — Жар-птица
32. 1984 — Подарок для слона
33. 1985 — Клад
34. 1985 — Кубик
35. 1985 — Повелители молний
36. 1986 — Неуловимый Фунтик
37. 1986 — Фунтик и сыщики
38. 1987 — Молочный Нептун
39. 1987 — Домовые, или Сон в зимнюю ночь
40. 1987 — Фунтик и старушка с усами
41. 1988 — На суше и на море
42. 1988 — 32 декабря
43. 1988 — Фунтик в цирке
44. 1989 — Большой Ух
45. 1989 — Изобретение
46. 1989 — Здесь могут водиться тигры
47. 1989 — Сестрички-привычки
48. 1990 — Этого не может быть
49. 1990 — Из пушки на Луну и далее без остановок
50. 1990 — Дверь в стене
51. 1991 — Умная собачка Соня
52. 1991 — Всё в ажуре
53. 1991 — Диссонанс
54. 1992 — Лягушка Пипа
55. 1993 — Еловое яблоко
56. 1993 — Капитан Пронин в космосе
57. 1994 — Квартет
58. 1995 — Капитан Пронин в опере
59. 1998 — Иван и Митрофан в музее
60. 2002 — Иван и Митрофан в кино

#### Фильмы
1. 1963 — Вызываем огонь на себя